# لا بول-اسکوبلاک
لا بول-اسکوبلاک (به فرانسوی: La Baule-Escoublac) یک کمون در فرانسه است که در لوآر-آتلانتیک واقع شده‌است.

## خصوصیات
لا بول-اسکوبلاک ۲۲٫۱۹ کیلومترمربع مساحت و ۱۶٬۲۳۵ نفر جمعیت دارد و ۶ متر بالاتر از سطح دریا واقع شده‌است.

## خواهرخوانده
شهرهای کورفو و همبورگ (سار) خواهرخوانده‌های لا بول-اسکوبلاک هستند.